# Neocoelidia lactipennis
Neocoelidia lactipennis är en insektsart som beskrevs av Van Duzee 1890. Neocoelidia lactipennis ingår i släktet Neocoelidia och familjen dvärgstritar. Inga underarter finns listade i Catalogue of Life.